# Stade Roland Garros
Das Stade Roland Garros ist ein Tenniskomplex im 16. Arrondissement von Paris in Frankreich. Der Komplex ist im Besitz des französischen Tennisverbands Fédération Française de Tennis (FFT). Hier finden jährlich zwischen Ende Mai und Anfang Juni die French Open statt, das zweite Grand-Slam-Tennisturnier des Jahres. Namensgeber des 1928 erbauten Komplexes war der französische Luftfahrtpionier Roland Garros, der im Ersten Weltkrieg zum Fliegerass wurde und 1918 im Kampf fiel. Sämtliche Plätze des Stade Roland Garros sind Sandplätze.

## Geschichte

Karte der Anlage im Jahr 2012

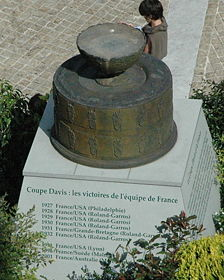
Denkmal des Davis Cups; die Siege der französischen Mannschaft sind in einer Inschrift festgehalten.

Der Komplex wurde im Jahr 1928 am südlichen Rand des Bois de Boulogne erbaut, nachdem die französische Davis-Cup-Mannschaft gegen die Vereinigten Staaten erstmals den Davis Cup gewonnen hatte. Da Frankreich im Folgejahr den Davis Cup als Gastgeber verteidigen musste, sollte dafür eine adäquate Heimstätte erschaffen werden. Ein Denkmal, das an die Davis-Cup-Erfolge erinnert, befindet sich auf dem Place des Mousquetaires zwischen Court Philippe Chatrier und Court 1. Zwischen 1930 und 1968 wurde im Stade Roland Garros, mit Unterbrechungen, auch das Championnat International de France Professionnel ausgetragen. Im Laufe des Zweiten Weltkriegs wurde das Areal des Stade Roland Garros von der französischen Regierung, und später von der deutschen Besatzung, als Gefangenenlager genutzt.
Der 1983 erbaute und wegen seiner Form als Stierkampfarena bekannte Court n°1 wurde 2019 nach Austragung der French Open abgerissen. An seiner Stelle entstand eine Place des Mousquetaires genannte Grünfläche, deren Name an die Davis-Cup-Sieger von 1927 erinnert.

## Infrastruktur
Das Stade Roland Garros besteht aus drei Stadien unterschiedlicher Größe und 17 weiteren Tennisplätzen. Auf der 12,5 Hektar großen Fläche des Areals befinden sich ein großer Restaurant- und Barkomplex, ein Tennismuseum und ein Presse- und VIP-Bereich.

### Court Philippe Chatrier
Das zentrale Stadion, der 1928 erbaute Court Central bzw. Center Court, wurde erst im Jahr 1998 in seinen heutigen Namen umgetauft, Court Philippe Chatrier. Auch die vier Haupttribünen erhielten einen Namen: Sie wurden nach den „vier Musketieren“ Jean Borotra, Jacques Brugnon, Henri Cochet und René Lacoste benannt, die für Frankreich den ersten Sieg beim Davis Cup erlangten. Nach ihnen ist außerdem der Siegerpokal des Herreneinzels benannt, der Coupe des Mousquetaires. Das Stadion umfasst insgesamt 15.059 Sitzplätze.
Nach den French Open 2018 wurde das Stadion abgerissen und bis April 2019 durch einen Neubau ersetzt. Nach den French Open 2019 wurde ein schließbares Dach installiert. Im Februar 2020 wurden die Arbeiten abgeschlossen. Die vorab erwarteten Kosten beliefen sich auf 150 Millionen Euro.

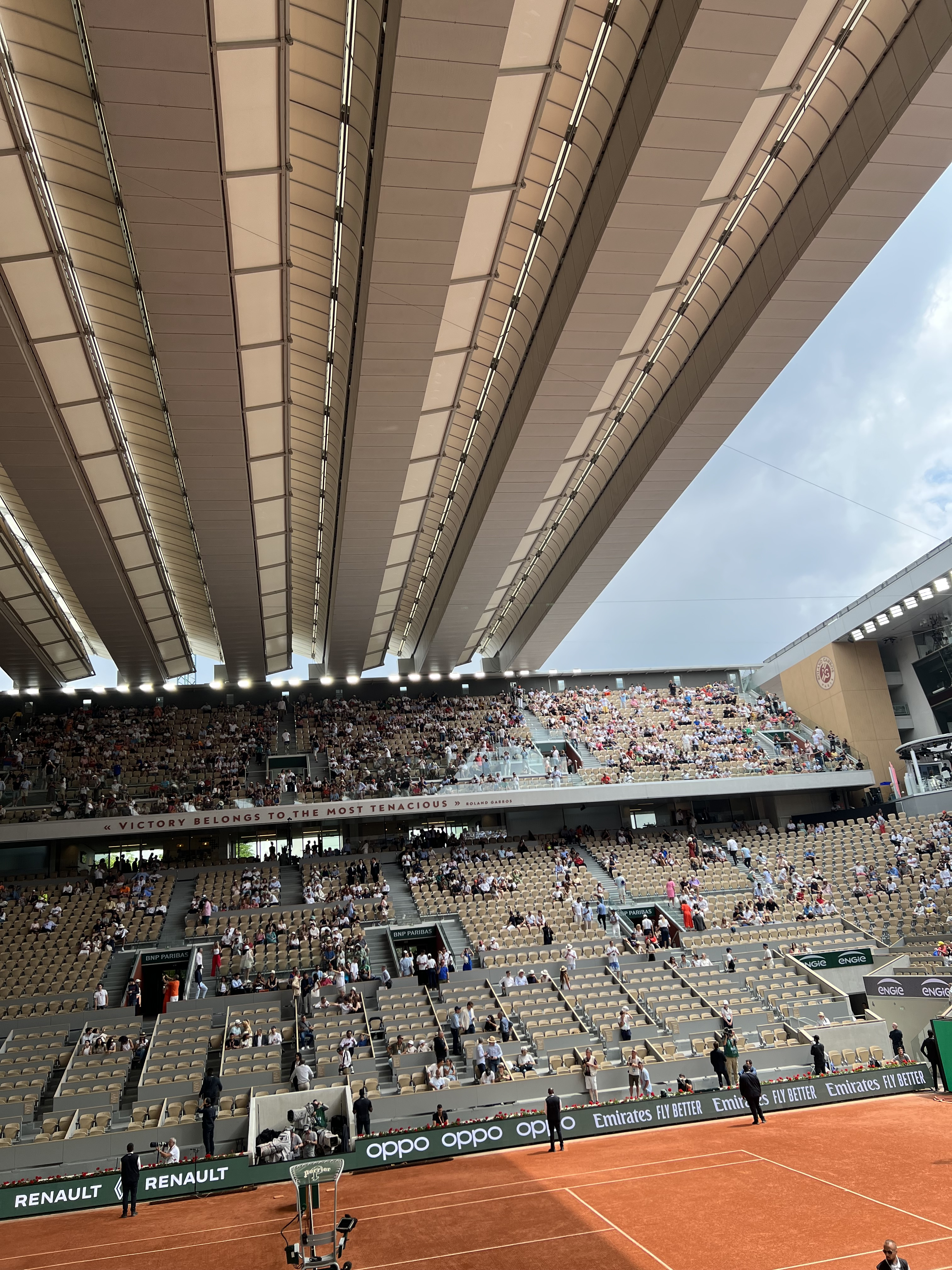
Court Philippe Chatrier mit neuer Überdachung, 2023
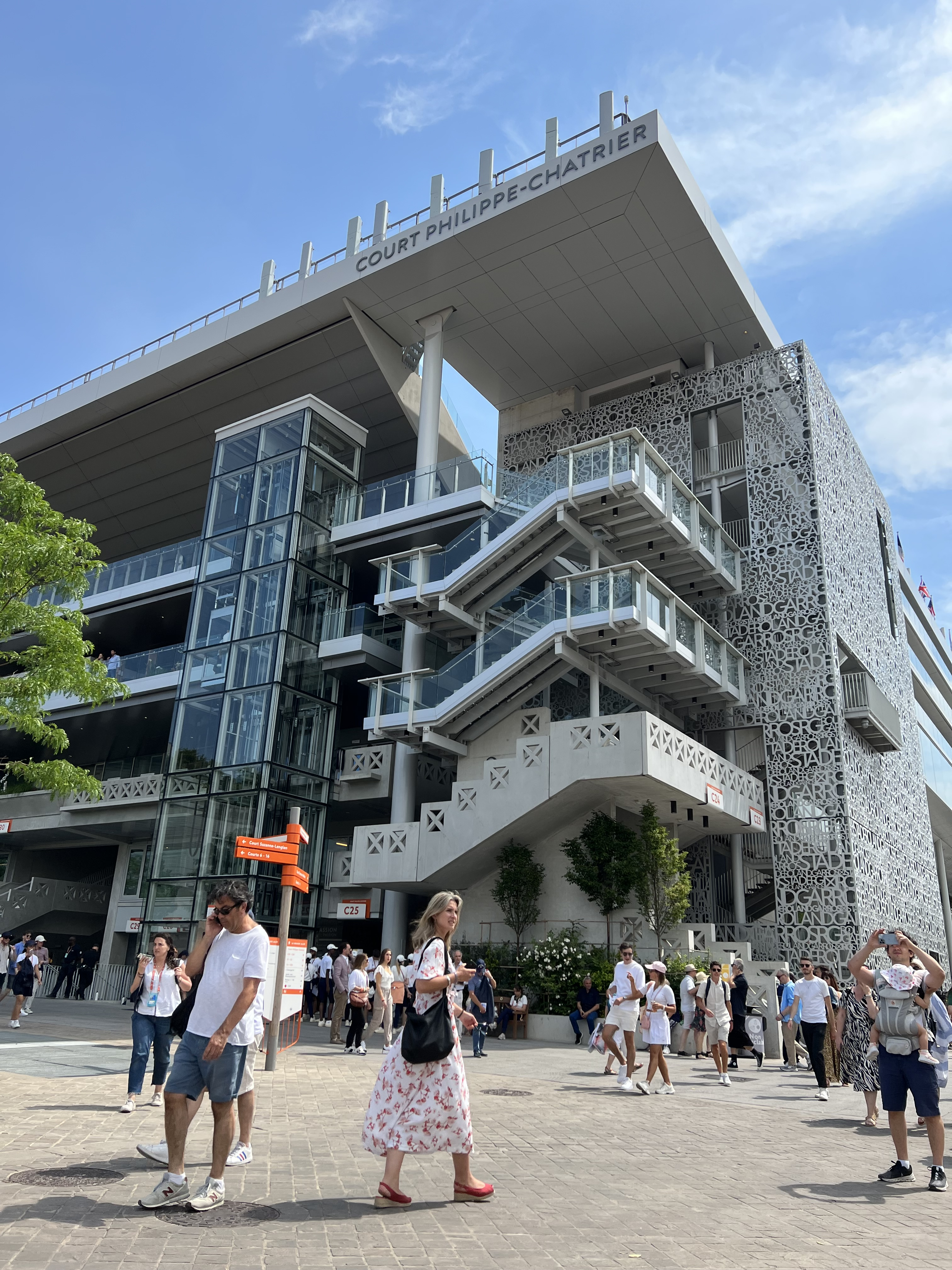
Außenansicht Court Philippe Chatrier 2023

### Court Suzanne Lenglen

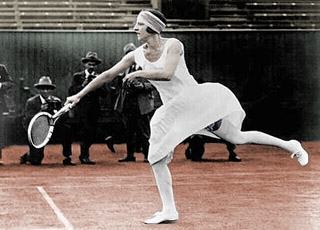
Suzanne Lenglen mit Plisseerock

Das ursprünglich Court A getaufte Stadion wurde 1994 errichtet und nach der erfolgreichsten französischen Tennisspielerin Suzanne Lenglen benannt. Lenglen gewann zwischen 1914 und 1926 31 Turniere, darunter sechsmal die French Open. Ihr zu Ehren ist auch der Siegerpokal des Dameneinzels, La Coupe Suzanne Lenglen, nach ihr benannt. Ein Bronzerelief mit Lenglens Abbild am Osteingang des Stadions erinnert ebenfalls an sie. Das Stadion hat eine Kapazität von 10.056 Plätzen. Der Court Suzanne Lenglen wurde mit einem schließbaren Dach versehen. Die beiden Längstribünen und die Nordtribüne wurden mit einer Dachkonstruktion versehen. Sie trägt das faltbare Dach, eine Art waagerechte Plisseeanlage, die an die Falten des von Jean Patou entworfenen Tennisrocks von Lenglen erinnern. Der Court Suzanne Lenglen blieb aber unter dem Dach zu allen Seiten ein offenes Stadion. Das Dach dient nur zum Schutz vor Regen. Der Architekt Dominique Perrault ist für den Entwurf verantwortlich. Der Court mit dem Dach stand für das Tennisturnier 2024 zur Verfügung. 2024 wurde der Court Suzanne Lenglen für die Boxwettkämpfe bei den Olympischen Sommerspielen verwendet.

### Court Simonne Mathieu
Der Court Simonne Mathieu wurde 2019 errichtet und nach Simonne Mathieu benannt. Er bietet 5000 Sitzplätze.

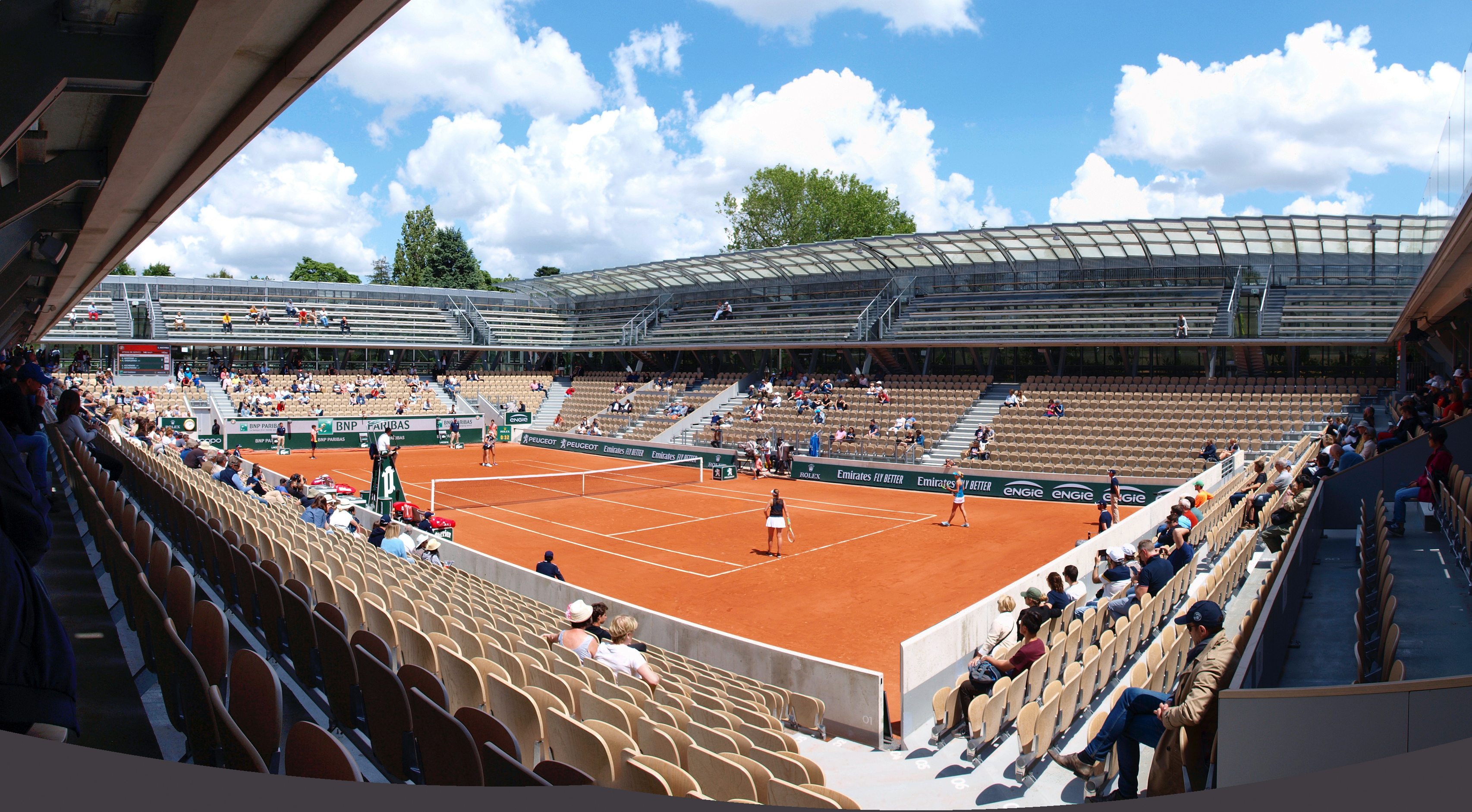
Court Simonne Mathieu

### Weitere Anlagen

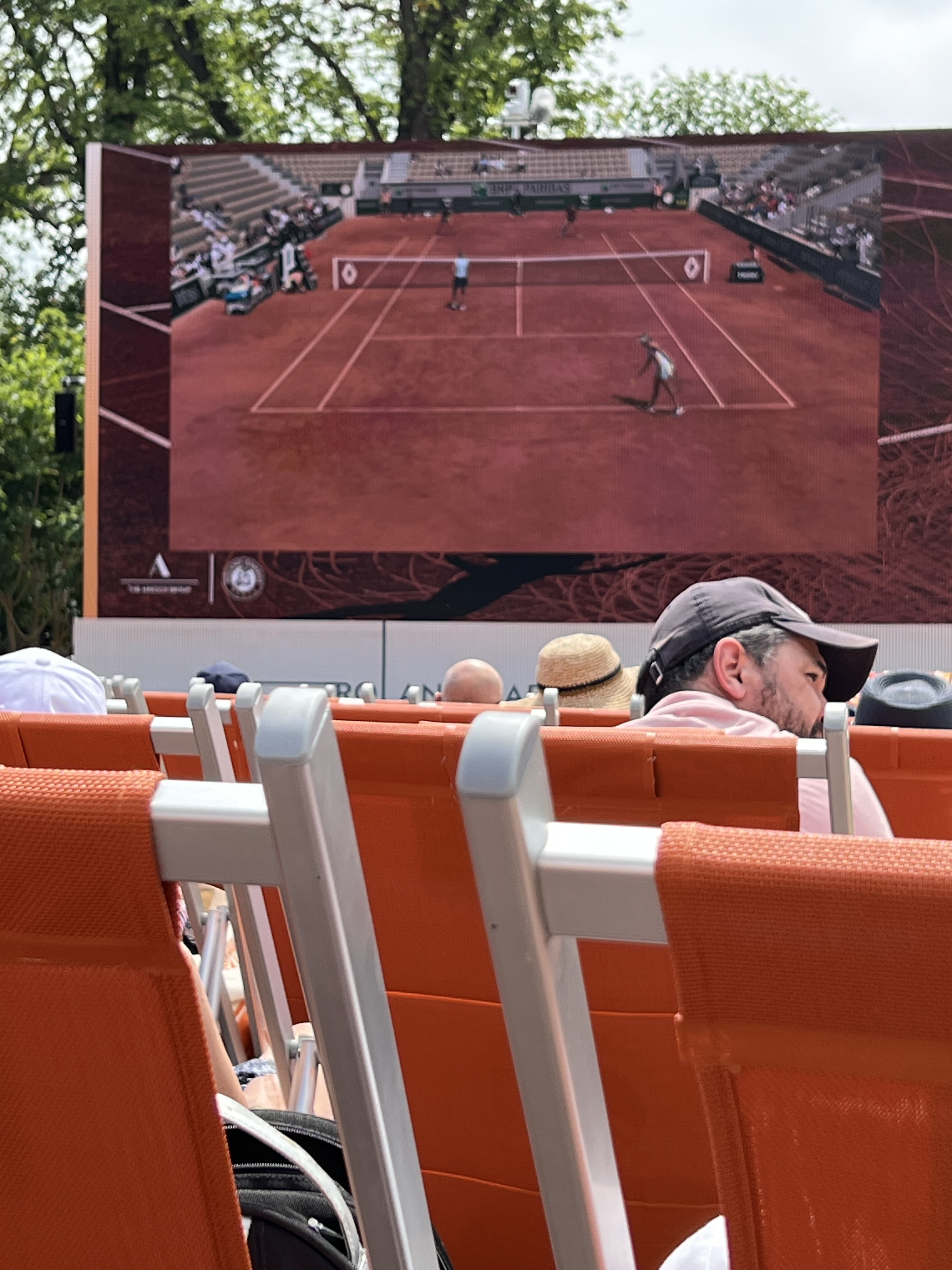
Public Viewing in Roland Garros
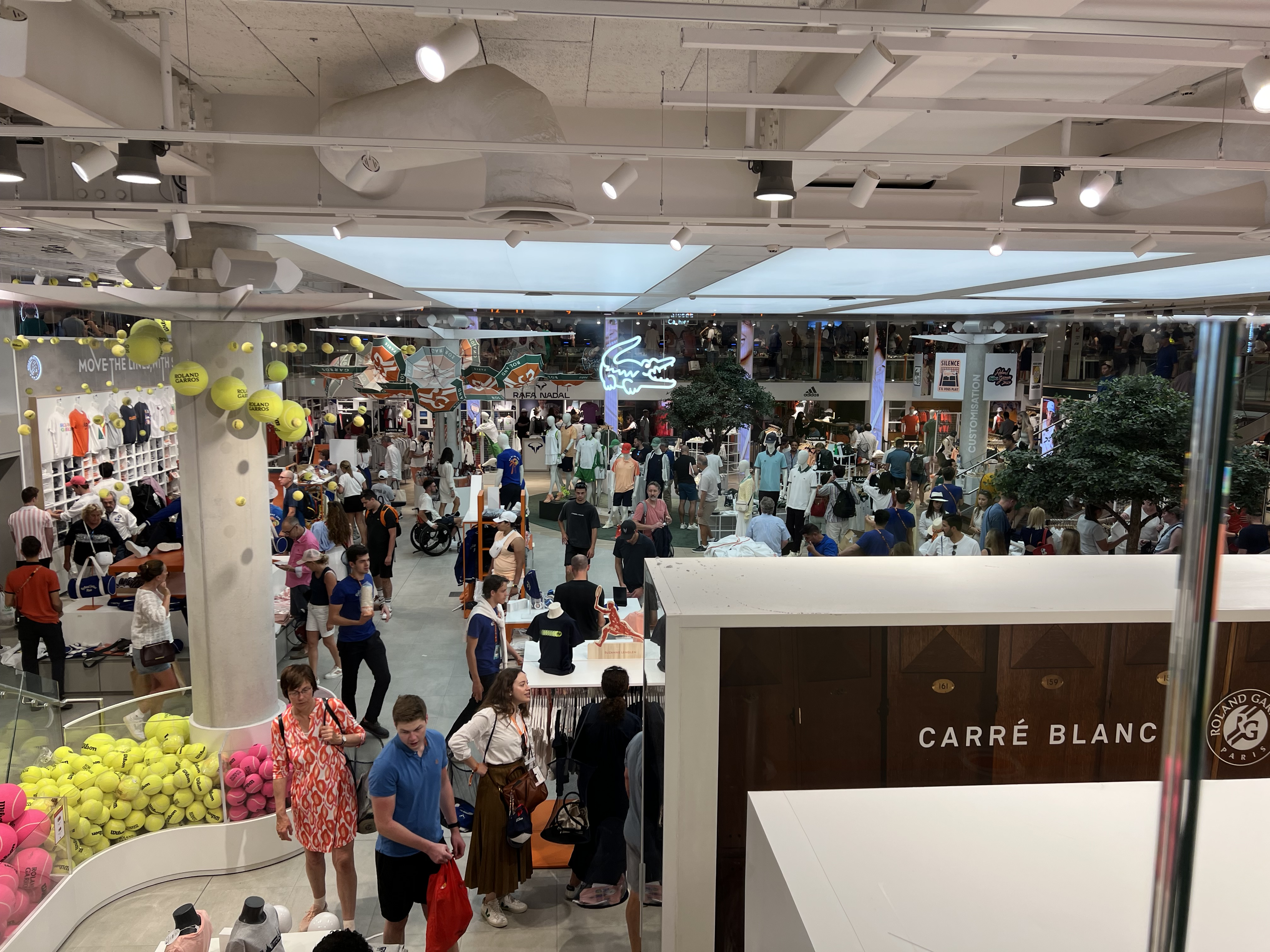
Souvenirladen in Roland Garros 2023
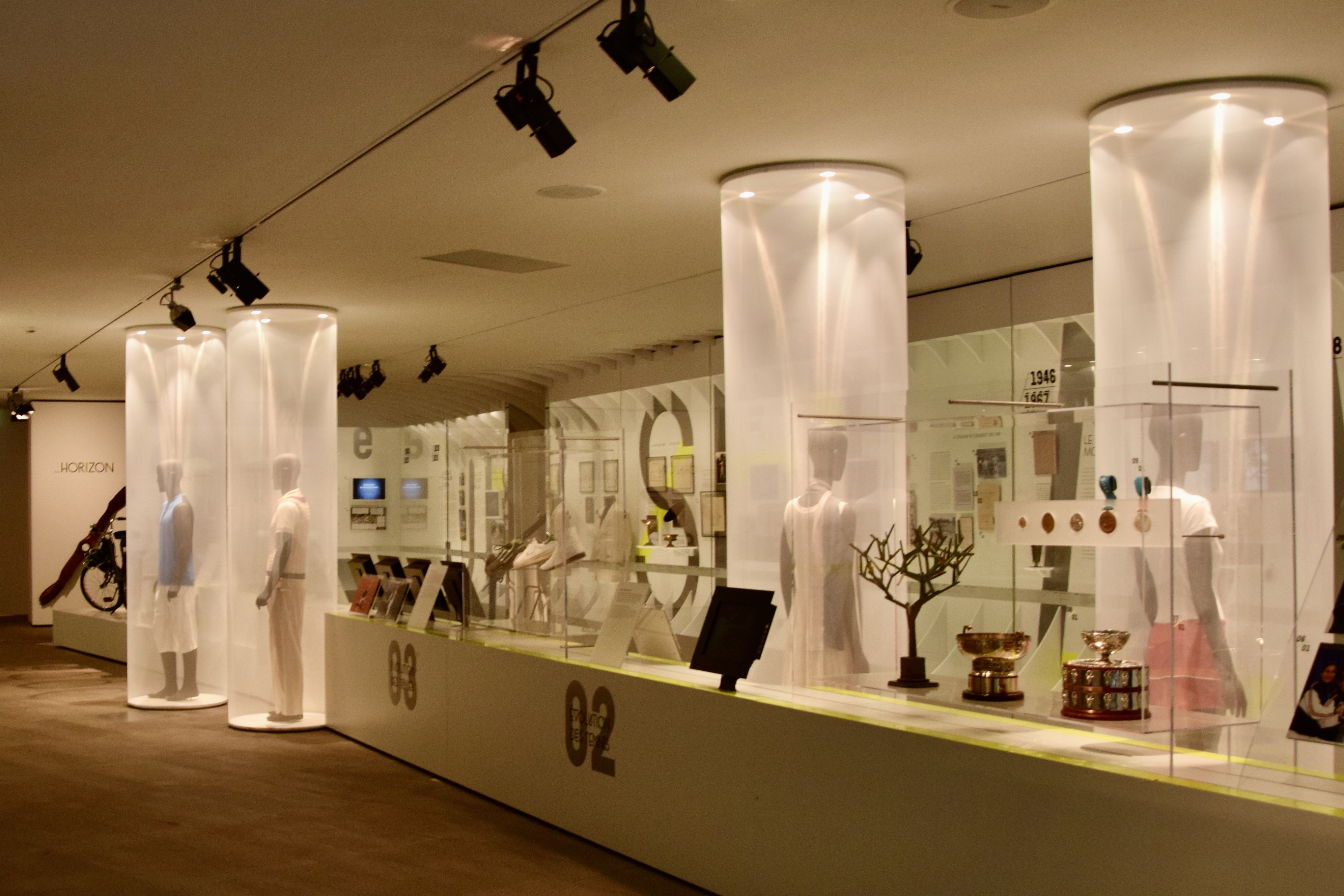
Tenniseum, offizielles Tennismuseum der Fédération Française de Tennis in Roland Garros,

## Veranstaltungen im Stade Roland Garros

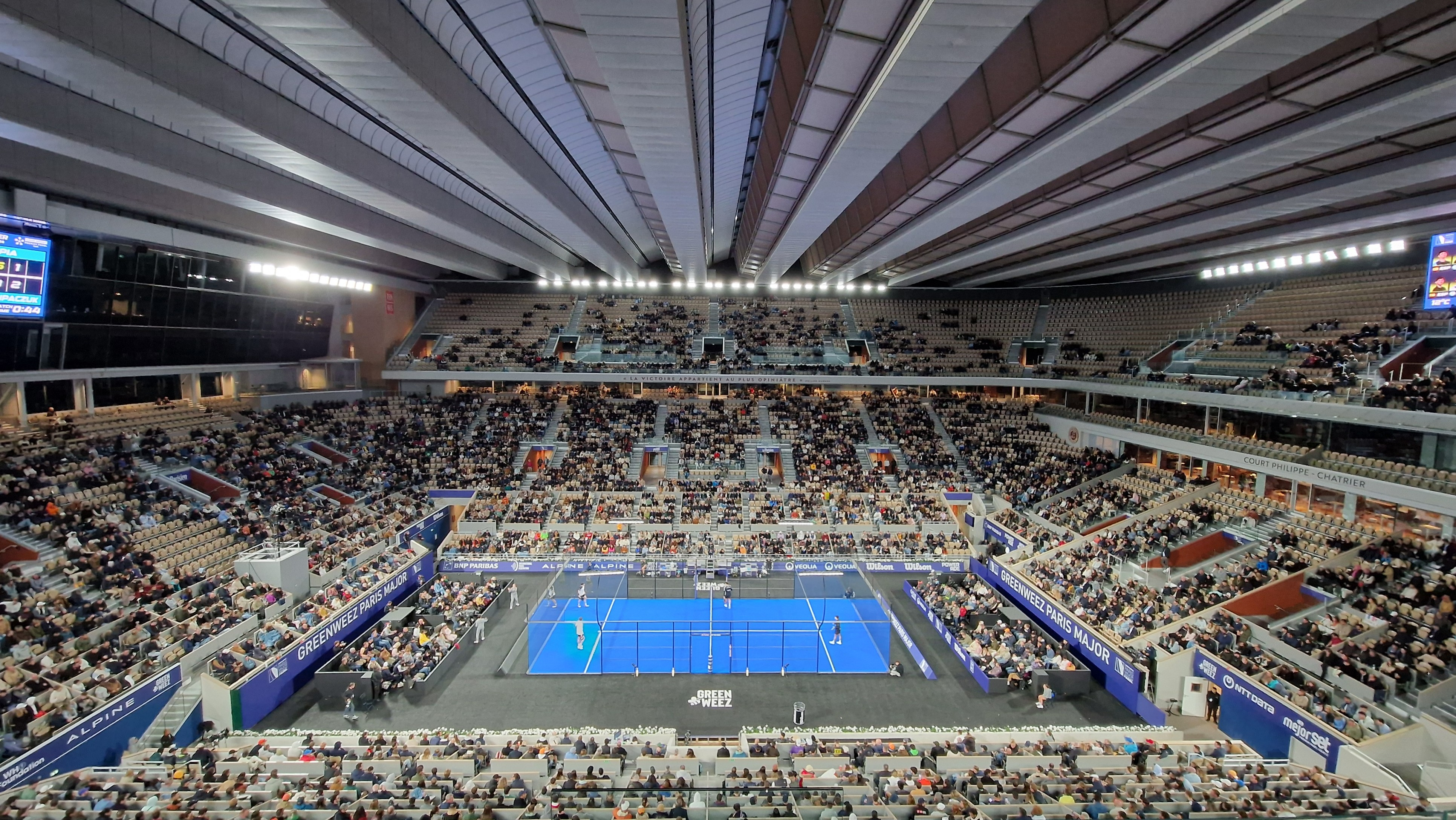
Padel Turnier Paris Major 2024 im Court Philippe Chatrier

- Jedes Jahr werden die French Open im Tennis zwischen Ende Mai bis Anfang Juni in der Anlage des Stade Roland Garros statt.
- Vom 27. Juli bis zum 4. August 2024 wurden im Rahmen der Olympischen Sommerspiele 2024 die Tennisspiele im Herren- und Dameneinzel sowie in Doppel- und Mixed-Turnieren ausgetragen.
- Die olympischen Boxwettkämpfe von Paris 2024 fanden zwischen dem 27. Juli und dem 10. August im Court Suzanne Lenglen (die Qualifikationen in der Arena Nord des Messegeländes in Villepinte, nördlich von Paris) statt.
- Vom 28. September bis 6. Oktober 2024 fand das Paris Major im Padel statt.
- Die French Open 2026 sind für den Zeitraum vom 24. Mai bis 7. Juni 2026 angesetzt.